# Hasri Ainun Habibie
Hasri Ainun Habibie, née Besari le 11 août 1937 et morte le 22 mai 2010, est la femme du président indonésien Bacharuddin Jusuf Habibie. Elle fut Première dame du pays de 1998 à 1999.
Elle part ensuite vivre en Allemagne, où elle est naturalisée.